# Новенький (Волгоградская область)
Новенький — хутор в Среднеахтубинском районе Волгоградской области.
Входит в состав Ахтубинского сельского поселения. 

## География

### Улицы
| - пер. Дорожный - ул. Весенняя - ул. Зеленая - ул. Кировская - ул. Красивая - ул. Ландышевая - ул. Лесная - ул. Майская - ул. Прибрежная - ул. Придорожная | - ул. Прямая - ул. Рабочая - ул. Раздольная - ул. Раздольная 2-я - ул. Спортивная - ул. Терновая - ул. Тополевая - ул. Центральная - ул. Центральная 2-я |

## Население
| 2010 |
| ---- |
| 283  |